# Walter Rangeley
Walter Rangeley (14. december 1903 – 16. marts 1982) var en britisk atlet som deltog i de olympiske lege 1924 i Paris og 1928 i Amsterdam.
Rangeley vandt en sølvmedalje i Atletik under OL 1924 i Paris. Han var med på det britiske stafethold som kom på en anden plads i disciplinen 4 x 100 meter for mænd med tiden 41,2 bagefter USA som vandt med 41,0 hvilket var en ny verdensrekord. De andre på holdet var Harold Abrahams, William Nichol og Lancelot Royle.
Fire år senere, under OL 1928 i Amsterdam, vandt han to medaljer. Han kom på en anden plads i disciplinen 200 meter bagefter Percy Williams fra Canada. Han var også med på detbritiske stafetholdt som kom på en tredje plads i disciplinen 4 x 100 meter bagefter USA og Tyskland.

## OL-medaljer
- 1924  Frankrig – Sølv i atletik, 4 x 100 meter mænd Storbritannien
- 1928  Holland – Sølv i Atletik, 200 meter mænd Storbritannien
- 1928  Holland – Bronze i atletik, 4 x 100 meter mænd Storbritannien